# Jevgenij Svetlanov
Jevgenij Fjodorovitj Svetlanov (russisk: Евге́ний Фёдорович Светла́нов, tr. Jevgénij Fjodorovitj Svetlánov; født 6. september 1928 i Moskva, Sovjetunionen, død 3 maj 2002 samme sted Den Russiske Føderation) var en russisk dirigent, pianist og komponist.
Svetlanov hører til Ruslands fremmeste dirigenter fra det 20. århundrede.
Hans speciale var russisk musik især Sergej Rachmaninov, Peter Tjajkovskij, Nikolaj Rimskij-Korsakov og Aleksandr Skrjabin, men mestrede de fleste perioder fra Mikhail Glinka til i dag. Han var stærkt optaget af Nikolaj Mjaskovskij's symfoniske musik, og indspillede alle hans 27 symfonier. Han dirigerede også vestlig musik såsom Gustav Mahler, Anton Bruckner og Edvard Grieg.
Svetlanov var fast dirigent igennem en lang årrække ved det Russisk Statssymfoniorkester, og var i 1979 gæstedirigent ved London Symphony Orchestra.
Han har også komponeret en symfoni, en klaverkoncert og en strygerkvartet.